# Nguyễn Minh Triết
Nguyễn Minh Triết (Bến Cát, 8 oktober 1948) is een Vietnamees politicus. Van 2006 tot 2011 was hij de president van Vietnam.

## Biografie
Nguyễn Minh Triết studeerde wiskunde in Saigon en werd in 1965 lid van de Communistische Partij. In 1992 werd hij aangewezen als leider in het zuidelijk deel van de provincie Sông Bé. Hij vormde de voornamelijk agrarische provincie om tot een aantrekkelijk gebied voor buitenlandse investeerders. Hij kwam in het Politbureau in 1997 en werd in 2000 partijleider in Ho Chi Minhstad. In die positie was hij verantwoordelijk voor een plan tegen corruptie en de georganiseerde misdaad. Hij zorgde er onder meer voor dat een topstuk van de georganiseerde misdaad, Nam Cam, gearresteerd en veroordeeld werd.
In juni 2006 werd Nguyễn Minh Triết met 464 stemmen (94,12%) door de nationale assemblee verkozen tot president. Het presidentschap in Vietnam is een ceremoniële positie; de minister-president neemt de dagelijkse taken waar. Na één ambtstermijn van vijf jaar werd hij in 2011 opgevolgd door Trương Tấn Sang.